# Маріос Дімітріу (футболіст, 1992)
Маріос Дімітріу (грец. Μάριος Δημητρίου, нар. 25 грудня 1992, Нікосія) — кіпрський футболіст, захисник клубу АЕК (Ларнака) та національної збірної Кіпру.
Виступав також за клуб «Омонія».
Володар Кубка Кіпру.

## Клубна кар'єра
Народився 25 грудня 1992 року в місті Нікосія. Вихованець футбольної школи клубу «Омонія». Дорослу футбольну кар'єру розпочав 2012 року в основній команді того ж клубу, в якій провів один сезон, взявши участь в одному матчі чемпіонату. 
Протягом 2013—2014 років захищав кольори клубу «Алкі».
Своєю грою за останню команду знову привернув увагу представників тренерського штабу клубу «Омонія», до складу якого повернувся 2014 року. Цього разу відіграв за нікосійську команду наступні чотири сезони своєї ігрової кар'єри.
Згодом з 2018 по 2024 рік грав у складі команд «Ерміс», «Неа Саламіна», ПАЕЕК та «Пафос».
До складу клубу АЕК (Ларнака) приєднався 2024 року. 

## Виступи за збірні
У 2014 році залучався до складу молодіжної збірної Кіпру. На молодіжному рівні зіграв в одному офіційному матчі.
У 2021 році дебютував в офіційних матчах у складі національної збірної Кіпру.
| Дата       | Місто           | Господарі | Результат | Гості  | Турнір            | Голи | Примітки |
| ---------- | --------------- | --------- | --------- | ------ | ----------------- | ---- | -------- |
| 11-10-2021 | Ларнака         | Кіпр      | 2 – 2     | Мальта | Відбір до ЧС 2022 | -    | 58' 86'  |
| 11-11-2021 | Санкт-Петербург | Росія     | 6 – 0     | Кіпр   | Відбір до ЧС 2022 | -    | 46'      |
| 14-11-2021 | Любляна         | Словенія  | 2 – 1     | Кіпр   | Відбір до ЧС 2022 | -    |          |
| Усього     |                 | Матчів    | 3         |        | Голів             | 0    |          |

## Титули і досягнення
- Володар Кубка Кіпру (2):

«Пафос»: 2023-2024
АЕК: 2024-2025
- Володар Суперкубка Кіпру (1):

«Омонія»: 2012